# Aurenja
Aurenja (nom occità; el nom oficial francès és Orange) és un municipi occità, situat al departament francès de la Valclusa i a la regió de Provença-Alps-Costa Blava. El 2006 tenia 28.889 habitants, amb una economia dedicada sobretot al sector agrari i al turisme. Està situada a 44°08 N i 4°48 E, a 21 km al nord d'Avinyó. Segons la temperatura mitjana enregistrada durant tot l'any, és la ciutat més càlida de França.

## Història
Vegeu també Comtat d'Aurenja i Principat d'Orange.
Arausio (en llatí Arausio, en grec Ἀραυσίων) era el nom antic d'Aurenja. Va ser una ciutat situada al territori dels gals cavars, al nord d'Arelate (Arle) i a la riba oriental del Roine, al costat de la via que anava d'Arelate a Vienna. Segons Pomponi Mela, que l'anomena «Secundanorum Arausio» era una colònia romana, cosa que confirma Plini el Vell. El nom de Secundani es refereix amb tota probabilitat que la ciutat va ser fundada pels veterans de la segona legió gàl·lica als voltants de l'any 35 aC, amb el nom de Colonia Julia Secundanorum Arausio, al territori de la tribu gal·la dels tricastini.
A l'edat mitjana, la ciutat és la seu d'un principat conegut com el principat d'Orange, feu del Sacre Imperi Romanogermànic, que forma part de l'antic regne de Borgonya. Aurenja es beneficiava, doncs, dels drets feudals i de la sobirania pròpia de les terres de l'Imperi. Alfons Jordà, el comte de Tolosa fou assetjat infructuosament en 1123 per Ramon Berenguer III i Guillem IX d'Aquitània. Pels atzars dels matrimonis, va pertànyer el 1173 a la senyoria dels Baus, després el 1388 a la senyoria de Châlon, i finalment el 1544 a la senyoria de Nassau. Quan Guillem I, comte de la família Nassau, amb propietats als Països Baixos, va heretar el títol de príncep d'Orange el 1544, el principat fou incorporat al que més endavant esdevindria la casa d'Orange. Lluís XIV, en guerra contra les Províncies Unides dirigides pels Stathouders procedents de la casa d'Orange-Nassau, aconseguí la ciutat, que annexionava al regne de França pel Tractat d'Utrecht el 1713.

## Demografia
| Evolució de la població |       |       |       |       |       |       |       |       |
| 1793                    | 1800  | 1806  | 1821  | 1831  | 1836  | 1841  | 1846  | 1851  |
| 7 000                   | 7 270 | 7 440 | 8 307 | 9 123 | 8 874 | 8 633 | 9 231 | 9 824 |

| 1856   | 1861   | 1866   | 1872   | 1876   | 1881   | 1886   | 1891  | 1896  |
| ------ | ------ | ------ | ------ | ------ | ------ | ------ | ----- | ----- |
| 10 621 | 10 007 | 10 622 | 10 064 | 10 212 | 10 301 | 10 280 | 9 859 | 9 980 |

| 1901   | 1906   | 1911   | 1921   | 1926   | 1931   | 1936   | 1946   | 1954   |
| ------ | ------ | ------ | ------ | ------ | ------ | ------ | ------ | ------ |
| 10 096 | 10 303 | 11 087 | 10 766 | 10 799 | 11 956 | 12 946 | 13 978 | 17 478 |

| 1962   | 1968   | 1975   | 1982   | 1990   | 1999   | 2006 | 2011 | 2016 |
| ------ | ------ | ------ | ------ | ------ | ------ | ---- | ---- | ---- |
| 19 912 | 24 562 | 25 371 | 26 499 | 26 964 | 27 989 | -    | -    | -    |

| 2019 | - | - | - | - | - | - | - | - |
| ---- | - | - | - | - | - | - | - | - |
| -    | - | - | - | - | - | - | - | - |

## Administració
| Període   | Identitat        | Partit                           |
| --------- | ---------------- | -------------------------------- |
| 1945-1960 | Raphaël Balester |                                  |
| 1960-1971 | André Bruey      |                                  |
| 1971-1977 | Jacques Bérard   | RPR                              |
| 1977-1979 | Louis Giorgi     | PCF                              |
| 1980-1983 | Gilbert Ricci    | PCF                              |
| 1983-1989 | Robert Pini      | RPR                              |
| 1989-1995 | Alain Labé       | PS                               |
| 1995-     | Jacques Bompard  | FN, després MPF i sense etiqueta |

## Monuments principals

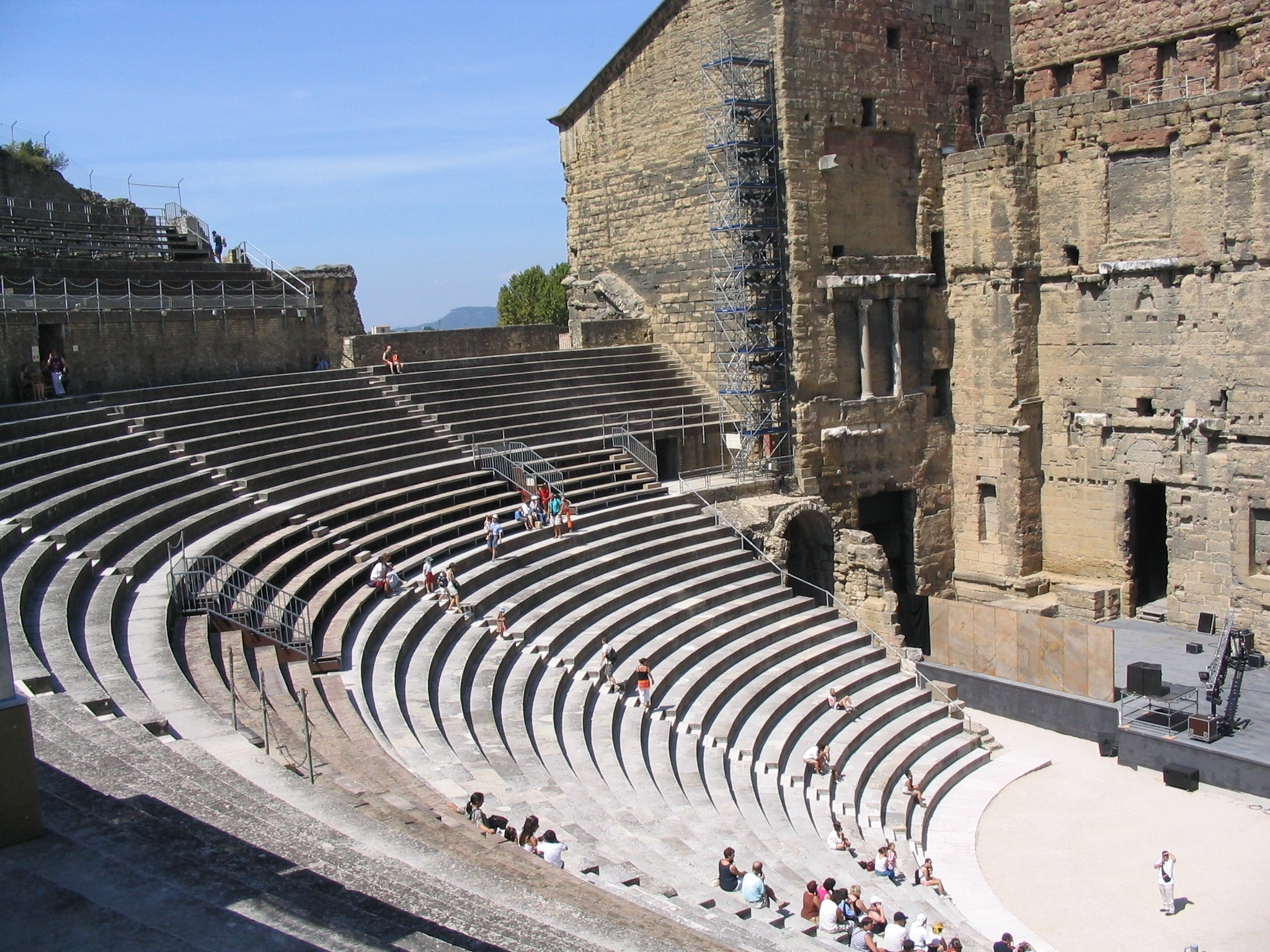
El teatre romà d'Aurenja, declarat Patrimoni de la Humanitat

La ciutat és reconeguda internacionalment per la seva arquitectura romana: posseeix el Teatre romà d'Aurenja que és el teatre romà més ben conservat d'Europa i l'Arc de Triomf d'Aurenja (erigit suposadament en honor de Caius Marius després de la seva victòria d'Aquae Sextiae si bé probablement posterior), construïts tots dos durant l'època d'August. L'arc, el teatre –seu anual d'un famós festival d'òpera– i el seu entorn foren incorporats per la UNESCO el 1981 dins la llista del Patrimoni de la Humanitat.

## Agermanaments
- Vélez-Rubio
- Orange (Califòrnia)
- Diest
- Breda (Països Baixos)
- Dillenburg
- Rastatt
- Vyškov
- Spoleto
- Biblos
- Kielce
- Jarosław
- Weifang

## Personatges il·lustres
- Raimbaut d'Aurenja
- Jean Echenoz (1947-) escriptor, Premi Medicis de l'any 1983 i Premi Goncourt de 1999.